# Chaos (actiefilm uit 2005)
Chaos is een Amerikaanse film uit 2005. De film is geregisseerd door Tony Giglio. De hoofdrolspelers zijn Jason Statham, Ryan Phillippe en Wesley Snipes.

## Verhaal
Op een ochtend vallen vijf gemaskerde mannen in Seattle een bank binnen en gijzelen de bankbedienden en klanten. Als de politie ter plaatse komt en de wijk afzet, wil Lorenz (Wesley Snipes), de leider van de bende, alleen onderhandelen met inspecteur Quentin Conners (Jason Statham), die onlangs geschorst werd na een serieuze misstap. Met tegenzin gaat Connors akkoord om weer in dienst te treden, vooral omdat hij nu moet samenwerken met een groentje bij de politie, inspecteur Shane Dekker (Ryan Phillippe).

## Rolverdeling
| Acteur              | Personage                 |
| ------------------- | ------------------------- |
| Jason Statham       | Quentin Conners           |
| Wesley Snipes       | Lorenz                    |
| Ryan Phillippe      | Shane Dekker              |
| Justine Waddell     | Inspecteur Teddy Galloway |
| Henry Czerny        | Kapitein Martin Jenkins   |
| Nicholas Lea        | Inspecteur Vincent Durano |
| Jessica Steen       | Karen Cross               |
| Rob LaBelle         | Bankdirecteur             |
| John Cassini        | Bernie Callo              |
| Damon Johnson       | Brendan Dax               |
| Paul Perri          | Harry Hume                |
| Keegan Connor Tracy | Marnie Rollins            |
| Natassia Malthe     | Gina Lopez                |
| Ty Olsson           | Damon Richards            |
| Terry Chen          | Chris Lei                 |